# 石田和明
石田 和明 （いしだ かずあき、1959年3月2日 - ）は、日本の漫画家、イラストレーター。代表作に『ジョーンズ教授の華麗なる冒険』『レニフィルの冒険』など。妻は同じく漫画家・イラストレーターの路みちる。

## 経歴
新潟県出身。東海大学の理系の学部を卒業後、長らく玩具系の会社でサラリーマンをしていたが、30歳手前で脱サラし、漫画家になる。
1990年、友人に誘われエニックス（現：スクウェア・エニックスの『ドラゴンクエスト4コママンガ劇場』に参加。以降、主にエニックスで執筆していたが、1998年に離脱。近年はイラストレーターとしての活動と路みちるのサポートがメインになっている。
『レニフィルの冒険』の終了後、『月刊少年ギャグ王』にて次回作の新連載が掲載される予定があったが、掲載予定の号にて諸事情により連載が中止になったとの謝罪文が掲載された。そのため、新連載の告知ページにて作品名とカットのみが掲載されたのみでお蔵入りになっている。
他ペンネームにいしだみつなり（『迷宮へようこそ!』第2話まで）、石田和近（スタジオDNA発行の4コマコミックで、一時期）。

## 漫画

### 連載作品
- 迷宮へようこそ! （1992年、ゲームプレイヤーコミックス） - ウィザードリィ漫画
- ジョーンズ教授の華麗なる冒険 （1992年-1996年、フレッシュガンガン） - 日本では未単行本化、アメリカでは全1巻で単行本化
- レニフィルの冒険 （1994年-1997年、月刊少年ギャグ王、全4巻）
- 64大相撲 （1997年、電撃NINTENDO64）
- ドールメーカー （1999年、Do!ぴーかん）

### その他
- ドラゴンクエスト4コママンガ劇場 （1990年-1998年）
- Atelier LANA 『Star Trekker』

石田が所属していたサークルによるスタートレックのファンジン。アメリカでも1991年から1992年にかけて全3巻で出版されている。『迷宮へようこそ!』の欄外にもAtelier LANAのクレジットあり。